# Corinna spinifera
Corinna spinifera är en spindelart som först beskrevs av Eugen von Keyserling 1887.  Corinna spinifera ingår i släktet Corinna och familjen flinkspindlar.
Artens utbredningsområde är Nicaragua. Inga underarter finns listade i Catalogue of Life.